# 이양우 선생 묘 및 신도비
이양우 선생 묘 및 신도비는 대한민국 경기도 양평군 양서면 대심리에 있다. 1989년 7월 18일 양평군의 향토유적 제31호로 지정되었다.

## 개요
신도비는 이양우 묘의 입구에 위치하고 있다. 순종 2년(1908) 7월에 건립된 것으로 비문은 이우면(李愚冕)이 짓고, 윤용구(尹用求)가 글씨를 썼다. 신도비의 석재는 단백석으로, 높이 170cm, 폭 61cm, 두께 35cm 규모이다. 또한, 삼거리에서 묘소로 들어오는 어귀에는 완풍대군(完豊大君)의 부인(夫人)인 남평 문씨(南平 文氏)와 경주 김씨(慶州 金氏)의 신단(神壇)이 모셔진 흥애단(興愛壇)이 위치하고 있다.

## 같이 보기
- 이양우